# Betulala
Betulala ist eine osttimoresische Aldeia im Suco Aituto (Verwaltungsamt Maubisse, Gemeinde Ainaro). 2015 lebten in der Aldeia 462 Menschen.

## Geographie und Einrichtungen
Die Aldeia Betulala liegt im Süden des Sucos Aituto. Nördlich befindet sich die Aldeia Lientuto und nordöstlich die Aldeia Airaca-Lau. Im Westen grenzt Betulala an das Verwaltungsamt Hatu-Builico mit seinen Sucos Mulo und Mauchiga und im Osten an das Verwaltungsamt Same (Gemeinde Manufahi) mit seinem Suco Holarua.
Durch den Osten der Aldeia führt die Überlandstraße von Maubisse nach Same. An ihr liegt im Süden der Ort Betuala, in dem sich eine Kapelle befindet, die allerdings schon auf dem Gebiet von Holarua steht.

## Persönlichkeiten
- João Pedro (* 1998), Fußballspieler